# Ka Mate

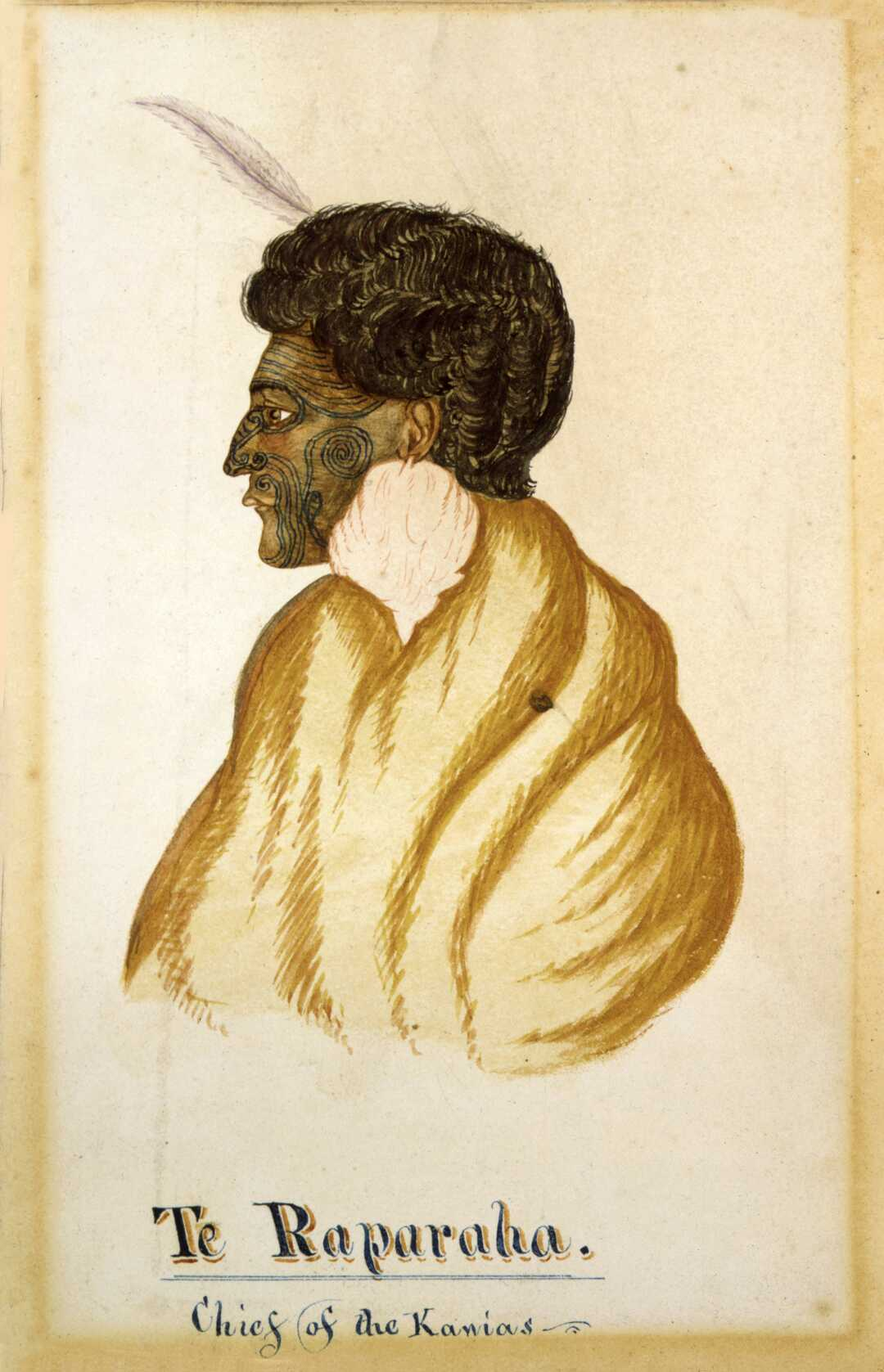
Te Rauparaha (capo degli Ngāti Toa), compositore della Ka Mate, circa 1840

La Ka Mate (ˈkaˌmatɛ) è una haka Māori composta da Te Rauparaha, storico leader degli Iwi Ngāti Toa dell'Isola del Nord della Nuova Zelanda durante le guerre del moschetto.
La danza viene eseguita, tra l'altro, dagli All Blacks, che l'hanno resa celebre in tutto il mondo. Nella versione usata dalla squadra, alla fine della danza viene talvolta eseguito un salto in alto per rendere il ballo più scenografico e intimidatorio, che però non è tipico della Ka Mate, bensì di un'altra varietà di Haka, la Peruperu.

## Composizione
Te Rauparaha compose la "Ka Mate" all'incirca nel 1820 per celebrare il trionfo della vita sulla morte dopo essere fortunosamente scampato all'inseguimento dei nemici Ngāti Maniapoto e Waikato. Si nascose da loro sull'isola Motuopihi al Lago Rotoaira, in un magazzino di kūmara mentre una donna (wāhine) chiamata Rangikoaea si mise a cavalcioni della fossa per nasconderlo e proteggerlo. Quando uscì al sole dalla fossa fu grato a Rangikoaea e suo marito Te Wharerangi, di conseguenza compose la Ka Mate.

## Il testo

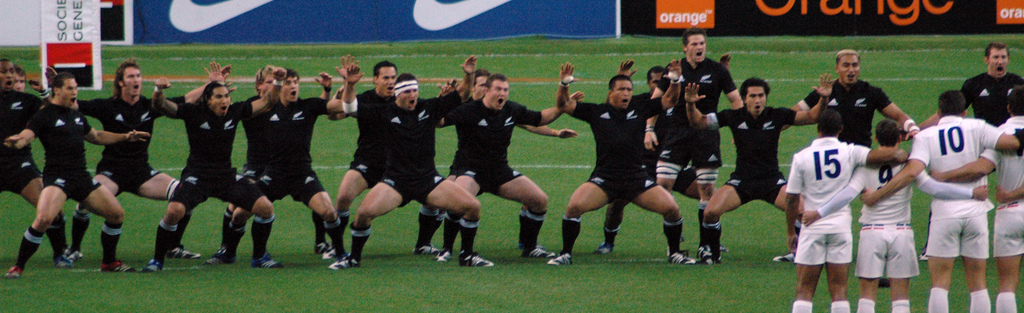
Gli All Blacks eseguono la Ka Mate prima di un match

Questo tipo di Haka è di sfida, composta per essere pronunciata contro i nemici:
| Leader:  | Taringa whakarongo!                  |  | Ascoltate!                                          |
|          | Kia rite! Kia rite!!                 |  | Preparatevi! Pronti!                                |
|          | Kia mau! Hī!                         |  | In posizione!                                       |
|          | Ringa ringa pakia!                   |  | Batti le mani contro le cosce!                      |
|          | Waewae takahia kia kino nei hoki!    |  | Pesta i piedi più forte che puoi!                   |
| Squadra: | A kia kino nei hoki!                 |  | Più forte che puoi!                                 |
| Tutti:   | Ka mate, ka mate                     |  | È la morte, È la morte!                             |
|          | Ka oraǃ                              |  | È la vita!                                          |
|          | Ka mate, ka mate                     |  | È la morte, È la morte!                             |
|          | Ka ora                               |  | È la vita                                           |
|          | Tēnei te tangata pūhuruhuru          |  | Questo è l'uomo dai lunghi capelli                  |
|          | Nāna nei i tiki mai whakawhiti te rā |  | ...è colui che ha fatto splendere il sole su di me! |
|          | Ā, upane! ka upane!                  |  | Ancora uno scalino, ancora uno scalino,             |
|          | Ā, upane, ka upane,                  |  | un altro fino in alto,                              |
|          | Whiti te rā!                         |  | Il sole splende!                                    |
|          | Hī!                                  |  | Alzati!                                             |